# Rhodoxis
Rhodoxis là một chi thực vật có hoa trong họ Hypoxidaceae.